# Anolis radulinus
Anolis radulinus este o specie de șopârle din genul Anolis, familia Polychrotidae, descrisă de Edward Drinker Cope în anul 1862. Conform Catalogue of Life specia Anolis radulinus nu are subspecii cunoscute.